# Vicki Wickham
Vicki Heather Wickham (nacida en 1939) es una compositora, representante artística, escritora y productora inglesa.

## Carrera
Wickham fue asistente de producción del programa de televisión británico Ready Steady Go! y fue consultora de moda de la revista The Mod's Monthly, publicada inicialmente en 1964 por la compañía Albert Hand Publications y editada por Mark Burns. Sin embargo, Vicki es reconocida principalmente por haber sido la representante artística de Dusty Springfield y Labelle.
Wickham coescribió (con Simon Napier-Bell) la letra de la única canción de Dusty Springfield que logró encabezar las listas de éxitos británicas, "You Don't Have to Say You Love Me", una adaptación de la canción italiana "Io che non vivo senza te". Con la periodista y crítica musical Penny Valentine, coescribió Dancing with Demons, biografía autorizada de Dusty Springfield.

## Reconocimientos
Se le otorgó el premio "Woman of the Year Lifetime Achievement Award" en 1999, y fue nombrada Oficial de la Orden del Imperio Británico (OBE) en 2013, por su servicio a la música.